# Facetteninfiltration
Die röntgengestützte Facetteninfiltration bzw. -blockade, auch Facettengelenksinfiltration genannt, ist ein interventionell-radiologisch-schmerztherapeutisches Verfahren, um schmerzhafte, arthrotisch veränderte Facettengelenke (kleine Wirbelgelenke) zu behandeln. Dabei wird das Wirbelgelenk mit einer dünnen Nadel unter Röntgen- oder CT-Kontrolle direkt punktiert und ein Schmerzmittel / Röntgenkontrastmittelgemisch in und an das Gelenk injiziert. Die Gelenkkapsel eines kleinen Wirbelgelenks hat ein geringes Fassungsvolumen von circa einem Milliliter. Das Schmerzmittelgemisch kann sich unterschiedlich zusammensetzen. In aller Regel wird ein Lokalanästhetikum mit einem entzündungshemmenden Mittel kombiniert (oft ein Cortisonabkömmling). Additiv oder alternativ kann man 95-prozentige Alkohollösung injizieren, um die Schmerzfasern des kleinen Wirbelgelenkes zu denervieren und den schmerzlindernden Effekt zu verlängern. Die Alkoholdenervierung wird heute allerdings mehr und mehr von Thermo- bzw. Kryodenervationsverfahren abgelöst (siehe auch Radiofrequenztherapie). Mit dünnen Sonden wird Hitze oder Kälte an die Facetten und deren Nervengeflecht geleitet, was zu einer Koagulationsnekrose derselben führt. Diese Eingriffe können ambulant in lokaler Betäubung unter Röntgenkontrolle durchgeführt werden.